# Somfai Éva (színművész)
Somfai Éva (Budapest, 1939. június 2. –) magyar színésznő, a Turay Ida Színház örökös tagja.

## Életpályája
A főiskolai végzettséget adó színészi oklevelét 1960-ban szerezte Rózsahegyi Kálmán Színészképző Iskolájában. Pályáját 1961-ben a Békés Megyei Jókai Színházban kezdte. 1963-tól az Állami Déryné Színház társulatához szerződött. A színházat melynek továbbra is tagja maradt,  1978-tól Népszínháznak, 1985-tól Józsefvárosi Színháznak, 1991-től Budapesti Kamaraszínháznak nevezték át. Vendégművészként szerepelt a Békéscsabai Jókai Színházban és játszott a Soproni Petőfi Színházban is. Jelenleg a Turay Ida Színház művésznője, örökös tagja.

## Fontosabb színházi szerepei
- Alexander Breffort – Marguerite Monnot: Irma, te édes... Irma
- Pierre Barillet - Jean-Pierre Grédy - Nádas Gábor - Szenes Iván: A kaktusz virága... Stephanie
- Szirmai Albert - Bakonyi Károly: Mágnás Miska... Marcsa (Déryné Színház); Öreg grófné  (Turay Ida Színház)
- Petőfi Sándor: A helység kalapácsa... Szemérmetes Erzsók
- Örkény István: Macskajáték... Paula (Várszínház); Cs. Bruckner Adelaida (Békéscsabai Jókai Színház)
- Sławomir Mrożek: Mészárszék... Anya
- Bertolt Brecht - Kurt Weill: Koldusopera... Kocsma Jenny
- William Shakespeare: Szentivánéji álom... Titánia
- Móricz Zsigmond: Búzakalász... Anya
- Móricz Zsigmond: Nem élhetek muzsikaszó nélkül... Pepi néni
- Gyárfás Miklós: Kisasszonyok a magasban... Franciska
- Jacobi Viktor: Leányvásár... Bessy
- Hervé: Nebáncsvirág... fejedelemasszony
- Tersánszky Józsi Jenő: Kakuk Marci... méltóságos asszony
- Kacsóh Pongrác: János vitéz... gonosz mostoha
- Csáth Géza: Janika... Mariska
- John Osborne: Dühöngő ifjúság... Helena
- Eisemann Mihály: Én és a kisöcsém... Pirike
- Molnár Ferenc: Liliom... Muskátné
- Heltai Jenő: Naftalin... Kabóczáné
- Szigligeti Ede: Liliomfi... Kamilla
- Claude Magnier: Oscar...Charlotte
- Georges Feydeau: Osztrigás Mici... De Valmont hercegné
- Georges Feydeau: Bolha a fülbe... Olympe Ferraillon
- Szakcsi Lakatos Béla - Csemer Géza: Cigánykerék... Agócsiné
- Csiky Gergely: A nagymama... Galambosné
- Edward Knoblauch: A faun... Miss Lydia Vancey
- Békeffi István - Bradányi Iván: Kölcsönkért kastély... Özv. Koltay Sándorné, Stanci néni
- Urbán Gyula – Darvas Ferenc: Itt a piros, hol a piros?... Rezovicsné, született Pocsovay Piroska
- Márai Sándor: A gyertyák csonkig égnek... Nini, öreg dajka
- Tennessee Williams: Az ifjúság édes madara... Nonnie
- Robert Thomas: Nyolc nő... Mamy (a nagymama)
- Hunyady Sándor - Topolcsányi Laura - Berkes Gábor: A vöröslámpás ház... Mama
- Alan Jay Lerner - Frederick Loewe: My Fair Lady... Mrs. Higgins
- Báldi Mária – Berkes Gábor: A nők (is) a fejükre estek... Marika, Attika mamája

## Filmek, tv
- Lacika (1964)
- Az ezernevű lány (1979)
- Az élet muzsikája – Kálmán Imre (1984)
- Appassionata (1984)
- Itt a földön is (1994)
- Szomszédok

43. rész (1988)... szülő
69. rész (1989)
103.; 121. rész (1991)... óraleolvasó; a haldokló felesége
131. rész (1992)... részeg asszony
250. rész (1996)... János titkárnője
- A glaszékesztyűtől a divat államosításáig (2017)... Rotschild Klára

## Díjak, elismerések
- Nívódíjak
- Déryné Színházi aranygyűrű
- Tábori Nóra-díj
- Kék madár-díj (Turay Ida Színház)
- Szocialista kultúráért érdemérem (1988)[1]